# Gerardo Boto Varela
Gerardo Boto Varela (León, 1967), és professor d'Història de l'Art Medieval de la Universitat de Girona des de 1995, i defensor del valor històric del Claustre del Mas del Vent de Palamós, i del seu origen a Castella i Lleó. Doctor en Història de l'Art (Universitat Autònoma de Barcelona, 1998), fou coordinador d'història de l'art de la UdG entre el febrer del 2004 i el març del 2009. També ha estat membre del comitè científic de les revistes Medievalista i Summa, i editor científic de la Studium Medievale i de la Codex Aquilarensis. És codirector dels Colloquia anuales Studium Medievale i responsable del projecte d'investigació Morfogènesis i organització funcional dels espais eclesiàstics en Plena Edat mitjana hispànica.